# 群同型
抽象代数学において、群同型（写像） (group isomorphism) は 2 つの群の間の関数であって与えられた群演算と両立する方法で群の元の間の一対一対応ができるものである。2 つの群の間に同型写像が存在すれば、群は同型 (isomorphic) と呼ばれる。群論の見地からは、同型な群は同じ性質を持っており、区別する必要はない。

## 定義と表記
2つの群 (G, ∗) と (H, {\displaystyle \odot }) が与えられたとき、(G, ∗) から (H, {\displaystyle \odot }) への群同型写像 (group isomorphism) はG から H への全単射群準同型である。説明すると、これが意味するのは、群同型写像は全単射関数 {\displaystyle f:G\rightarrow H} であってすべての u, v ∈ G に対して
{\displaystyle f(u*v)=f(u)\odot f(v)}
が成り立つということである。
2つの群 (G, ∗) と (H, {\displaystyle \odot }) が同型 (isomorphic) であるとは、一方から他方への同型写像が存在するということである。これは
{\displaystyle (G,*)\cong (H,\odot )}
と書かれる。
しばしば短く簡潔な表記を用いることができる。適切な群演算があいまいでないときそれらは省略され
{\displaystyle G\cong H}
と書く。
さらにシンプルに G = H と書くことさえある。そのような表記が混乱や曖昧さなく可能であるかどうかは文脈に依る。例えば、等号は群が両方同じ群の部分群であるときには全く適切でない。例も参照。
逆に、群 (G, ∗)、集合 H、全単射 {\displaystyle f:G\rightarrow H} が与えられると、
{\displaystyle f(u)\odot f(v)=f(u*v)}
と定義することによって H を群 (H, {\displaystyle \odot }) にできる。
H = G かつ {\displaystyle \odot } = ∗ であれば、全単射は同型である (q.v.)。
直感的には、群論家は 2 つの同型な群を次のように見る： 群 G のすべての元 g に対して、H のある元 h が存在して、h は g と'同じように振る舞う'（g と同じように群の他の元と演算する）。例えば、g が G を生成すれば、h も H を生成する。これは特に G と H が全単射対応にあることを意味する。したがって、同型写像の定義は極めて自然である。
群の同型写像は群の圏における可逆射としても同等に定義できる。ただしここで可逆は両側逆元を持つことを意味する。

## 例
- すべての実数が加法についてなす群 ({\displaystyle \mathbb {R} },+) は、すべての正の実数が乗法についてなす群 ({\displaystyle \mathbb {R} }+,×) に、同型写像

{\displaystyle f(x)=e^{x}}
（指数関数参照）によって同型である：
{\displaystyle (\mathbb {R} ,+)\cong (\mathbb {R} ^{+},\times ).}
- 整数の（加法）群 {\displaystyle \mathbb {Z} } は {\displaystyle \mathbb {R} } の部分群であり、商群 {\displaystyle \mathbb {R} /\mathbb {Z} } は絶対値 1 の複素数の（乗法）群 {\displaystyle S^{1}} に同型である：

{\displaystyle \mathbb {R} /\mathbb {Z} \cong S^{1}}
同型写像はすべての {\displaystyle x\in \mathbb {R} } に対して
{\displaystyle f(x+\mathbb {Z} )=e^{2\pi xi}}
によって与えられる。
- クラインの四元群 (Klein four-group) は {\displaystyle \mathbb {Z} _{2}=\mathbb {Z} /2\mathbb {Z} } の 2 つのコピーの直積に同型であり（合同算術参照）、したがって {\displaystyle \mathbb {Z} _{2}\times \mathbb {Z} _{2}} と書ける。別の表記は Dih2 である、なぜならばそれは二面体群であるからである。

- これを一般化して、すべての奇正数 n に対して、Dih2n は Dihn と Z2 の直積に同型である。

- (G, ∗) が無限巡回群であれば、(G, ∗) は整数全体（が加法演算についてなす群）に同型である。代数的な視点からは、これはすべての整数のなす集合が「唯一の」無限巡回群であることを意味する。

選択公理に依存して同型であることが証明できる群もあるが、証明は具体的な同型写像の構成方法を示さない。例：
- 群 ({\displaystyle \mathbb {R} }, +) はすべての複素数が加法についてなす群 ({\displaystyle \mathbb {C} }, +) に同型である[1]。
- 0 でない複素数が乗法を演算としてなす群 ({\displaystyle \mathbb {C} }*, ·) は上で述べた群 S1 に同型である。

## 性質
- (G, ∗) から (H, {\displaystyle \odot }) への同型写像の核は必ず {eG} である、ただし eG は群 (G, ∗) の単位元。

- (G, ∗) が (H,{\displaystyle \odot }) に同型で G が可換群であれば H も可換である。

- (G, ∗) が (H, {\displaystyle \odot }) に同型（で f が同型写像）であれば、a が G の元で位数 n であれば、f(a) もそうである。

- (G, ∗) が (H, {\displaystyle \odot }) に同型な局所有限群（英語版）であれば (H, {\displaystyle \odot }) も局所有限である。

- 前の例は「群の性質」は同型によって必ず保たれることを 例証している。

## 巡回群
与えられた（有限）位数のすべての巡回群は {\displaystyle (\mathbb {Z} _{n},+_{n})} に同型である。
G を巡回群とし n を G の位数とする。すると G は x によって生成される群である： {\displaystyle <x>=\{e,x,...,x^{n-1}\}}。
{\displaystyle G\cong (\mathbb {Z} _{n},+_{n})}
を示す。
{\displaystyle \varphi :G\rightarrow \mathbb {Z} _{n}=\{0,1,...,n-1\}} を {\displaystyle \varphi (x^{a})=a}
と定義する。明らかに {\displaystyle \varphi } は全単射である。すると
{\displaystyle \varphi (x^{a}\cdot x^{b})=\varphi (x^{a+b})=a+b=\varphi (x^{a})+_{n}\varphi (x^{b})}
であり、{\displaystyle G\cong (\mathbb {Z} _{n},+_{n})} が証明された。

## 結果
定義から次が従う。任意の同型写像 {\displaystyle f:G\rightarrow H} は G の単位元を H の単位元に写す
{\displaystyle f(e_{G})=e_{H},}
逆元を逆元に写す： すべての u ∈ G に対して
{\displaystyle f(u^{-1})=\left[f(u)\right]^{-1},}
そしてより一般に、n 乗を n 乗に写す
{\displaystyle f(u^{n})=\left[f(u)\right]^{n}}
そして逆写像 {\displaystyle f^{-1}:H\rightarrow G} も群同型写像である。
関係「同型である」は同値関係のすべての公理を満たす。f が 2 つの群 G と H の間の同型写像であれば、群構造にのみ関係する G について正しいすべてのことは f を通じて H についての正しい同じ主張に翻訳され、逆もまた然り。

## 自己同型写像
群 (G, ∗) から自身への同型写像はこの群の自己同型写像 (automorphism) と呼ばれる。したがってそれは全単射 {\displaystyle f:G\rightarrow G} であって
{\displaystyle f(u)*f(v)=f(u*v)}
なるものである。
同型写像は常に単位元を単位元に写す。共役類の自己同型写像による像は常に共役類（同じあるいは別の）である。元の像はもとの元と同じ位数を持つ。
2 つの同型写像の合成は再び同型写像であり、この演算によって群 G のすべての同型写像からなる集合、Aut(G) と表記される、はそれ自身群をなし、G の自己同型群 (automorphism group) である。
すべてのアーベル群に対して群の元をその逆元で置き換える同型写像が少なくとも存在する。しかしながら、すべての元が逆元に等しい群、例えばクラインの四元群において、これは自明な自己同型写像である。クラインの四元群に対して 3 つの単位元でない元の置換はすべて自己同型写像であるので、自己同型群は S3 と Dih3 に同型である。
素数 p に対して Zp において、1 つの単位元でない元は別の元によって置き換えて他のすべての元を対応するように変えることができる。自己同型群は Zp − 1 に同型である。例えば、n = 7 に対して、modulo 7 で 3 を Z7 のすべての元に掛けることは自己同型群において位数 6 の自己同型である。なぜなら 36 ≡ 1 (modulo 7) でありこれより低い冪は 1 にならないからである。したがってこの自己同型写像は Z6 を生成する。この性質を持つ自己同型写像がもう 1 つある： modulo 7 で 5 を Z7 のすべての元に掛けること。したがって、これら 2 つは Z6 の元 1 と 5 に、この順であるいは逆に、対応する。
Z6 の自己同型群は Z2 に同型である、なぜならば2つの元 1 と 5 のそれぞれしか Z6 を生成しないので、単位元を除いてこれらの交換しかできない。
Z2 × Z2 × Z2 = Dih2 × Z2 の自己同型群は位数 168 を持ち、これは以下のようにしてわかる。すべての 7 個の単位元でない元は同じ役割を果たすので、どれが (1, 0, 0) の役割を果たすのか選ぶことができる。残りの 6 個の任意を (0, 1, 0) の役割を果たすように選べる。これはどれが (1, 1, 0) に対応するかを決定する。(0,0,1) に対して 4 つから選ぶことができ、これで残りが決まる。したがって 7 × 6 × 4 = 168 個の自己同型写像がある。それらはファノ平面の自己同型写像に対応し、その 7 個の点は 7 個の単位元でない元に対応する。3 つの点を結ぶ線は群演算に対応する： 1 つの線上の a, b, c は a + b = c, a + c = b, b + c = a を意味する。general linear group over finite fields も参照。
アーベル群に対して自明なものを除くすべての自己同型写像は外部自己同型と呼ばれる。
非アーベル群は非自明な内部自己同型群を持ち、ひょっとすると外部自己同型も持つかもしれない。